# Râul Hogea
Râul Hogea este un curs de apă, afluent al râului Gemenea. 

## Hărți
- Harta județului Suceava